# Arbeiter, Bauern und Soldaten, vereint euch
Arbeiter, Bauern und Soldaten, vereint euch (chinesisch 工農兵聯合起來 / 工农兵联合起来, Pinyin Gōng-nóng-bīng, liánhé qilai, englisch Workers, Peasants and Soldiers Unite) ist ein revolutionäres chinesisches Lied.
Das Lied ist eines der Stücke des Musicals Der Osten ist rot (Dongfang hong). Es handelt sich um einen mit der Revolutionären Armee des Nordfeldzugs in Beziehung stehenden Marschgesang.

## Text
| chinesisch | Pinyin | Übersetzung |
| --- | --- | --- |
| 工农兵，联合起来向前进， 万众一心！ 工农兵，联合起来向前进， 杀尽敌人！ 我们勇敢，我们奋斗， 我们团结，我们前进， 杀向那帝国主义反动派的大本营， 最后胜利一定属于我们工农兵。 | gōng-nóng-bīng, liánhé qilai xiàngqián jìn, wànzhòngyīxīn! gōng-nóng-bīng, liánhé qilai xiàngqián jìn, shā jìn dírén! wǒmen yǒnggǎn, wǒmen fèndòu, wǒmen tuánjié, wǒmen qiánjìn, shā xiàng nà dìguózhǔyì fǎndòng pài de dà běn yíng, zuìhòu shènglì yīdìng shǔyú wǒmen gōng-nóng-bīng. | Arbeiter, Bauern und Soldaten, vereint euch und marschiert vorwärts, Steht fest zusammen wie ein Mann! Arbeiter, Bauern und Soldaten, vereint euch und marschiert vorwärts, Löscht den Feind aus! Wir marschieren vorwärts, wir marschieren vorwärts, wir marschieren vorwärts, wir marschieren vorwärts, Gegen Imperialismus und Reaktion. Arbeiter, Bauern und Soldaten, der endgültige Sieg ist unser! |

## Videos
- Klangbeispiel aus Der Osten ist rot (ab 4:30) – youku.com
- Klangbeispiel – youtube.com
- Klangbeispiel (mit unterlegtem Text) (a), (b) – youku.com